# José Cánovas del Castillo
José Cánovas del Castillo, I Conde del Castillo de Cuba (Málaga, 1830 - Málaga, 23 de noviembre de 1895) fue un financiero y político español. Hermano del político e historiador Antonio Cánovas del Castillo.

## Biografía
Hijo de Antonio Cánovas García, maestro nacido en Orihuela, Alicante, y de Juana del Castillo y Estébanez, hija de Juan José del Castillo, y prima hermana del escritor y arabista Serafín Estébanez Calderón.
Fue ordenador de pagos, director general de la Hacienda y director del Banco Español de la Isla de Cuba (entre 1880 y 1891). El 22 de agosto de 1878, recibió el título de Condado del Castillo de Cuba por el rey Alfonso XII, como recompensa a su aportación decisiva en las gestiones financieras que facilitaron el final de la Guerra de los Diez Años o Guerra de Cuba.
Fue un destacado defensor de los intereses de los banqueros y propietarios de haciendas cubanos, especialmente en su oposición a la abolición de la esclavitud (el denominado grupo de presión o, informalmente, partido negrero).